# Bruno Hardevust
Bruno Hardevust (* um 1200 in Köln; † 21. März 1278 in Köln) war ein Kölner Patrizier und Kaufmann.

## Familie
Bruno Hardevust war der Sohn aus der Ehe von Hildegerus (Hildeger) Hardevust (1177–1250) und seiner Frau Elisabeth. Bruno heiratete 1239 Sophia von der Erenpforte. Die Familie ist als Kölner Patriziergeschlecht ab dem 12. Jahrhundert nachgewiesen.

## Leben
Bruno Hardevust war als Kaufmann tätig, der unter anderem auch in England um 1224 Handel trieb.
Er erwarb 1258 zusammen mit seiner Frau, seinem Bruder (oder Neffen) Godefrid und dessen Frau und drei weiteren Partnern für 600 Mark die Hälfte aller städtischen Fleischbänke und Gaddemen (Marktbuden) und vermietete diese weiter. Im Jahre 1264 erhält er die „Grut“ (das Floßrecht). Insgesamt besaß er 4 der 34 Rheinmühlen, von denen er eine dem Kloster Mechtern schenkte. Dort wurde der Stifter auch begraben. Damit erwies er sich 1276 als das Mitglied mit dem umfangreichsten Eigentum. Der Kölner Erzbischof Engelbert II. von Falkenburg verpfändete ihm 1277 unter anderem 1/3 der Zolleinkünfte in Kaiserswerth. Er war Besitzer von acht Häusern, darunter waren der Hof Vetscholder am Friesenwall und eine größere Ansiedelei in der Mühlengasse. Als Geschäftspartner und Finanzier der Stadt Köln taucht er wiederholt auf, ab 1259 auch als Schöffe. Er war 1274 Lehnsmann des Bischofs von Lüttich, Heinrich III. von Geldern.
Im Jahre 1277 finanzierte der den Wiederaufbau des Klosters Mechtern, in das am 9. April 1277 insgesamt 13 Zisterzienserinnen und eine Äbtissin aus dem Kloster Benden einzogen. Bruno Hardevust soll 1277 auf einer Reise in das Heilige Land in Jerusalem zum Ritter vom Heiligen Grab geschlagen worden sein. Er taucht auch als Testamentsvollstrecker Alberts des Großen auf.

## Tod
Als Graf Wilhelm IV. bei dem berühmt gewordenen Versuch der Überrumpelung der Stadt Aachen in der Nacht vom 16. auf den 17. März 1278 gefallen war, versuchte der Kölner Erzbischof Siegfried von Westerburg, den Vorteil, den ihm das gräfliche Schicksal bot, zu ergreifen und in Jülicher Gebiet vorzudringen. Dem kölnischen Heer gelang es, fast alle Burgen und festen Plätze der Grafschaft Jülich zu erobern. Er belagerte die Stadt und nahm sie am 21. März 1278 ein. Die gräfliche Burg ließ er zerstören. Das Zinsregister der Kölner Abtei Groß St. Martin bezeugt, dass der vornehme und einflussreiche Bruno Hardevust in diesem Treffen bei Jülich gefallen ist, und das Memorienbuch dieser Abtei benennt den 21. März 1278 als seinen Todestag.